# Nonards
Nonards is een gemeente in het Franse departement Corrèze (regio Nouvelle-Aquitaine) en telt 334 inwoners (1999). De plaats maakt deel uit van het arrondissement Brive-la-Gaillarde.

## Geografie
De oppervlakte van Nonards bedraagt 11,0 km², de bevolkingsdichtheid is 30,4 inwoners per km².
De onderstaande kaart toont de ligging van Nonards met de belangrijkste infrastructuur en aangrenzende gemeenten.

## Demografie
Onderstaande figuur toont het verloop van het inwonertal (bron: INSEE-tellingen).